# Black Market Activities
Black Market Activities (BMA) est un label indépendant américain, basé à Revere, dans le Massachusetts. Il est fondé en 2003 par Guy Kozowyk.

## Histoire
Black Market Activities est créé dans le but de sortir des disques de groupes qui repoussent les limites de la musique extrême tout en gardant une attitude amicale centrée sur l'artiste et en évitant les transactions commerciales des « grands labels » qui ont tendance à nuire aux groupes et à les exploiter. Le fondateur du label étant lui-même un musicien extrême, il peut plus facilement s'identifier aux problèmes qui sont importants pour les groupes du label, et tente d'équilibrer les aspects commerciaux et artistiques du monde de la musique. BMA comprend des groupes qui partagent les mêmes idées et goûts musicaux.
Depuis sa création, BMA se développe rapidement et acquiert une grande notoriété. Black Market Activities s'associe à Metal Blade Records, label de heavy metal de longue date, dans le cadre d'un accord de production et de distribution qui permet à tous les albums de BMA d'être distribués dans les mêmes grands magasins que ceux de Metal Blade. Cela permet à BMA et à tous ses groupes de progresser considérablement. Cependant, cela entraine également une certaine confusion quant à savoir quels groupes sont sur BMA et quels groupes sont sur Metal Blade, car les logos des deux labels apparaissent désormais au dos de tous les enregistrements de BMA.
Fin 2010, Guy Kozowyk met un terme à son accord de distribution avec Metal Blade, et passe chez Good Fight Entertainment au début de 2011.

## Groupes et artistes

### Actuels
- The Abominable Iron Sloth (en)
- Architect
- Behold... the Arctopus (en)
- Bird Eater (en)
- Dance Club Massacre
- Destroy Destroy Destroy
- Ed Gein (en)
- Engineer (en)
- Fit for an Autopsy
- Lords (en)
- Lye by Mistake
- The Network
- Romans
- Stomach Earth
- Sweet Cobra (en)
- Today Is the Day[3]

### Anciens
- Animosity (en) (2005[4]–séparé en 2009)
- Backstabbers Incorporated (en) (inactif depuis 2008)
- Beyond the Sixth Seal (passé à Metal Blade)
- Born from Pain (passé à Metal Blade)
- Cancer Bats (passé à Distort Entertainment)
- Deadwater Drowning (en) (séparé en 2004)
- Found Dead Hanging (changé de nom pour Architect)
- From A Second Story Window (en) (séparé en 2008)
- Gaza (en) (séparé en 2013)
- Khann (2007)[5]
- Lamb of God (passé à Epic et Roadrunner)
- Paria (en) (séparé en 2010)
- Premonitions of War (passé à Victory)
- Psyopus (séparé en 2012)
- The Red Chord (passé à Metal Blade)
- Sleep Terror (inactif)
- The Tony Danza Tapdance Extravaganza (en) (séparé en 2012)